# Escorihuela (kommunhuvudort)
Escorihuela är en kommunhuvudort i Spanien.   Den ligger i provinsen Provincia de Teruel och regionen Aragonien, i den östra delen av landet, 230 km öster om huvudstaden Madrid. Escorihuela ligger 1 137 meter över havet och antalet invånare är 200.
Terrängen runt Escorihuela är kuperad åt sydost, men åt nordväst är den platt. Trakten runt Escorihuela är nära nog obefolkad, med mindre än två invånare per kvadratkilometer. Närmaste större samhälle är Alfambra, 5,3 km väster om Escorihuela. 